# Либеральный альянс
Либеральный альянс (греч. Φιλελεύθερη Συμμαχία, Fileleftheri Simmahia) — либеральная политическая партия в Греции, основанная в феврале 2007 года. Ее заявленная цель состоит в том, чтобы заполнить нишу между консервативной Новой демократией и социалистическим ПАСОК.
Высшим органом Либерального альянса является проводимый раз в два года конгресс, на котором избирается Координационный Комитет, состоящий из семи членов. Затем КК избирает президента.
Учредительным документом Либерального альянса является Прокламация Анависсоса, написанная 28 апреля 2007 года. В нем содержится ссылка на Виктора Гюго.
Символ Либерального Альянса похож на @, но вместо 'а' он имеет греческую букву фи, которая также является первой буквой слова 'либеральный' в греческом языке, в то время как доминирующими цветами являются пурпурный и желтый. Первоначально логотипом была голова Адамантиоса Кораиса, до первого партийного съезда.

## История
Партия участвовала в парламентских выборах 2007 года в Греции, где набрала 0,1 % голосов избирателей, заняв 13-е место среди 21 партии-кандидата. Ее самый высокий процент был в первой избирательной префектуре Афин, где она насчитала 544 голоса из 337 000 поданных, что составляет 0,17 %, в то время как ее худший процент был в префектуре Пиерия, которая является единственной префектурой, где партия не выставила кандидатов.
Она также участвовала в выборах в Европейский парламент в 2009 году, набрав еще меньшее количество голосов — 0,08 % от общего числа избирателей, заняв 24-е место среди 27 партий-кандидатов. Результаты евровыборов 2009 года, которые считаются катастрофическими, привели к тому, что партия не участвовала во всеобщих выборах 2009 года в Греции, которые состоялись три месяца спустя.
В местных выборах 2010 года Либеральный альянс участвовал через движение «Портокали» (что означает «оранжевый» цвет) в коалиции Йоргоса Каминиса «Dikaioma stin poli», победившего на выборах мэра Афин.
На выборах в парламент Греции в мае 2012 года Либеральный альянс баллотировался в избирательном союзе с Драси. Он получил 1,8 % голосов. На выборах в июне 2012 года они дополнительно присоединились к партии Восстановление Греции, но, набрав всего 1,59 % голосов, снова не смогли преодолеть трехпроцентный избирательный порог.
В январе 2015 года Либеральный альянс приостановил переговоры о совместном избирательном списке на предстоящих выборах в законодательные органы с социально-либеральной партией Река. Стремящийся «фронт против новой двухпартийной системы статистики» потерпел неудачу не из-за «серьезных идеологических разногласиях» с Рекой, а на по причине того, что участие президента Либерального альянса Грегори Валлианатоса, как сообщается, было исключено Рекой, которая вместо этого решила объединиться с партнерами Либерального альянса 2012 года, Драси.

## Люди
Следующие люди имеют отношение к Либеральному альянсу:
- Президент: Макис Спиратос
- Бывший президент: Григорий Валлианатос
- Бывший президент: Гиоргос Саригианнидис
- Бывший президент: Фотис Перликос

## Политические взгляды
Либеральный альянс определяет себя как классическую либеральную партию, отстаивающую личную свободу и права человека как в политическом, так и в социальном и экономическом секторах. Некоторые из его позиций таковы:
- Отказ государства от всех видов деловой активности и сокращение размеров правительства и государственного сектора
- Декриминализация употребления наркотиков
- Полное отделение церкви от государства
- Отмена призыва на военную службу (обязательная в Греции).
- Отмена постоянной занятости в гражданском секторе
- Снижение налогов
- Разрешение на существование частных университетов
- Приватизация государственных коммунальных услуг
- Уважение к индивидуальности граждан
- Отмена государственной системы пенсионного обеспечения с установленными выплатами на систему пенсионного обеспечения с установленными взносами, полностью управляемую частным сектором под надзором специализированного государственного управления.